# Vertrag von Devol
Der Vertrag von Devol war eine Übereinkunft zwischen Bohemund I., Fürst von Antiochia, und dem byzantinischen Kaiser Alexios I. aus dem Jahr 1108 mit dem Ziel, das Fürstentum Antiochia zu einem Vasallenstaat des Byzantinischen Reichs zu machen.

## Hintergrund
Im Jahr 1096 sammelten sich die Kreuzfahrerheere in Konstantinopel, nachdem sie getrennt durch Europa marschiert waren. Alexios I., der den Westen in seinem Kampf gegen die Seldschuken nur um Söldner gebeten hatte, hielt die Armee in der Stadt fest, verbot ihr den Weiterzug, bis ihre Anführer geschworen hatten, alles Land, das sie auf ihrem Weg nach Jerusalem erobern würden, dem Kaiserreich zu überlassen. Die Kreuzfahrer leisteten den Eid schließlich, eher einzeln als in Gruppen. Einige, wie Raimund IV. von Toulouse waren wohl aufrichtig, andere, wie Bohemund beabsichtigten wohl nie, ihr Versprechen einzuhalten. Die Kreuzfahrer erwarteten im Gegenzug von Alexios militärische Unterstützung, auf die sich Alexios auch vorbereitete, jedoch waren die Kreuzfahrer über die byzantinische Taktik verärgert, die die Übergabe von Nicäa mit den Seldschuken verhandelte, während die Stadt noch von den Kreuzfahrern belagert wurde (siehe Belagerung von Nicäa), in der Hoffnung, mit deren Plünderung ihre Reise zu finanzieren. Die Kreuzfahrer, die sich von Alexios verraten fühlten, setzten ihren Weg ohne byzantinische Hilfe fort. 1098, als Antiochia erobert war und die Kreuzfahrer nun selbst in der Stadt belagert wurden (siehe Belagerung von Antiochia), brach Alexios auf, ihnen zu helfen, kehrte aber um, als verschiedene Deserteure ihm berichteten, dass die Situation hoffnungslos sei. Die Kreuzfahrer, die unerwartet der Belagerung widerstanden hatten, glaubten, Alexios habe sie fallen gelassen und hielten die Byzantiner nun für völlig unzuverlässig.
Bis 1100 waren mehrere Kreuzfahrerstaaten gegründet worden, darunter von Bohemund das Fürstentum Antiochia. Es wurde verlangt, Antiochia den Byzantinern zu übergeben, trotz des vermuteten Verrats, aber Bohemund beanspruchte es für sich selbst. Alexios war natürlich anderer Ansicht, Antiochia mit seinem wichtigen Hafen war ein Nabel für den Handel mit Asien, eine Festung der orthodoxen Kirche mit einem wichtigen Patriarchen. Es war erst vor wenigen Jahrzehnten dem Kaiserreich weggenommen worden, anders als Jerusalem, das wesentlich weiter weg und schon seit Jahrhunderten nicht mehr in byzantinischem Besitz war. Alexios anerkannte nicht die Legitimität des Fürstentums, forderte stattdessen die Rückgabe entsprechend dem Eid, den Bohemund 1097 geschworen hatte.
Im Jahr 1100 fügte Bohemund Alexios und der orthodoxen Kirche eine weitere Beleidigung zu, als er Bernhard von Valence zum Lateinischen Patriarchen ernannte und gleichzeitig den griechischen Patriarchen, Johannes Oxites, des Landes verwies, der daraufhin nach Konstantinopel floh. Kurz darauf wurde Bohemund von den Danischmenden gefangen und für drei Jahre eingesperrt, daraufhin wurde sein Neffe Tankred zum Regenten ernannt. Nach seiner Rückkehr wurde Bohemund 1104 von den Seldschuken in der Schlacht von Harran geschlagen, eine Niederlage, die den Druck auf Antiochia von beiden Seiten erhöhte, den Seldschuken und den Byzantinern. Bohemund ließ Tankred als Regent in Antiochia zurück und begab sich auf eine Reise nach Europa, um Soldaten und Geld für einen neuen Kreuzzug zu sammeln.
Bohemunds normannische Verwandte in Sizilien waren seit mehr als 30 Jahre im Krieg mit dem Byzantinischen Reich; sein Vater, Robert Guiskard war einer der ärgsten Feinde des Kaiserreichs. Während Bohemund abwesend war, sandte Alexios eine Armee aus, um Antiochia und die kilikischen Städte zurückzuerobern. 1107 hatte Bohemund eine neue Armee für seinen geplanten Kreuzzug gegen die Muslime in Syrien aufgestellt, führte diese aber in einen Feldzug gegen Alexios. Er überquerte von Italien aus die Adria und belagerte Dyrrhachion, die westlichste Stadt des Kaiserreichs. Wie sein Vater war auch Bohemund nicht in der Lage, im Byzantinischen Reich signifikante Fortschritte zu erzielen, Alexios vermied eine offene Feldschlacht und Bohemunds Belagerung scheiterte, teilweise wegen einer Seuche in seinen eigenen Reihen.

## Der Vertrag
Im September 1108 schlug Alexios vor, in seinem Lager Diabolis Verhandlungen aufzunehmen. (Der Ort ist nach dem albanischen Fluss Devoll benannt.) Bohemund hatte keine Wahl, er musste akzeptieren, da seine von der Seuche geplagte Armee nicht mehr in der Lage war, gegen Alexios in einer Schlacht zu bestehen. Er anerkannte, dass er den Eid von 1097 verletzt hatte, weigerte sich aber zu bestätigen, dass dies irgendwelchen Zusammenhang mit der gegenwärtigen Lage habe, zumal Alexios in Bohemunds Augen die Vereinbarung ebenso verletzt hatte, als er sich von der Belagerung Antiochias 1098 zurückzog. Alexios stimmte zu, den Eid von 1097 als ungültig zu erklären. Die Bestimmungen des Vertrags wurden von Nikephoros Bryennios verhandelt und von seiner Ehefrau, Alexios’ Tochter Anna Komnena aufgezeichnet.
- Bohemund stimmte zu, ein Vasall des Kaisers zu werden, ebenso ein Vasall von Alexios Sohn und Erben Johannes II.;
- Er akzeptierte, bei der Verteidigung des Reiches zu helfen, wo immer und wann immer die Hilfe angefordert würde, und akzeptierte eine jährliche Zahlung von 200 Talenten Silber als Gegenleistung;
- Er bekam die Titel Sebastos und Doux (Herzog) von Antiochia;
- Ihm wurden Antiochia und Aleppo als kaiserlichen Lehen gegeben (letztere waren nicht im Besitz weder der Byzantiner noch der Kreuzfahrer, die Bestimmung verstand sich als Aufforderung zur Eroberung);
- Er stimmte zu, Laodikea und andere kilikische Gebiete an Alexios zurückzugeben;
- Er akzeptierte, dass Alexios einen griechischen Patriarchen ernannte.

Die Bestimmungen wurden entsprechend Bohemunds westlichem Verständnis verhandelt, so dass er sich als feudaler Vasall des Kaisers sah, ein ,homo ligius oder ανθροπος λιζιος. Aus byzantinischer Sicht war er nur ein unterworfener Feind, der in Söldnerdienste für das Reich gepresst wurde, für die er jährlich entlohnt wurde. Der Titel Doux bedeutete, dass er byzantinischer Untertan war, kein unabhängiger Fürst (diesen Titel hatte er sich 1098 selbst gegeben). Die Regelungen entsprachen mehr dem byzantinischen Pronoia-System als dem westlichen Feudalismus.
Antiochia jedenfalls wurde ihm auf Lebenszeit gegeben, auch falls der Kaiser (Alexios oder Johannes) den Vertrag zurückziehen sollte. Nach Bohemunds Tod sollte das Fürstentum unter direkte byzantinische Kontrolle fallen, so dass Bohemund dort keine Dynastie gründen konnte, obwohl ihm Alexios ein erbliches Herzogtum irgendwo anders (möglicherweise die Grafschaft Edessa) versprach; die entsprechende Passage in der Alexiade fehlt, aber wenn dem so ist, dann verhandelten die beiden über Gebiete, die ihnen nicht gehörten, auch wenn Tankred zu dieser Zeit beide Herrschaften verwaltete.
Anna Komnena beschrieb die Fortschritte mit sich wiederholenden Details, mit einem Bohemund, der seine eigenen Fehler aufzeigt und Alexios’ und des Kaiserreichs Wohlwollen lobt. Der Vertrag scheint vollkommen zu Alexios Nutzen zu sein und die Verhandlungen müssen für Bohemund ziemlich erniedrigend gewesen sein. Auf der anderen Seite war Annas Werk als Lobpreis ihres Vaters gedacht, daher müssen die Vertragsbedingungen nicht korrekt wiedergegeben worden sein. Es ist bekannt, dass die Kreuzfahrerquellen den Vertrag nur im Vorbeigehen oder überhaupt nicht erwähnen.
Der Vertrag schloss mit einem Eid Bohemunds, den Anna wie folgt aufschrieb:
„...Ich schwöre dir, unser Herr und Kaiser Alexios Komnenos, mächtigster und verehrtester, und dir Mitkaiser, den dreimal geliebten Herrn Johannes Porphyrogennetos, dass ich all die Vereinbarungen, die zwischen uns geschlossen und von mir mündlich bestätigt wurden, beachten und für immer gänzlich unberührt halten werde... In Gedanken und Taten will ich alles tun, dem Römischen Imperium zu helfen und es zu ehren...“
Die mündliche Zustimmung wurde in zwei Kopien aufgeschrieben, eine bekam Alexios, die andere Bohemund. Die Zeugen aus Bohemund Lager waren – laut Anna – Maurus, der Bischof von Amalfi und der Apostolische Legat Renard, Bischof von Tarent, sowie die einfachen Kleriker, die sie begleiteten, der Abt des Klosters St. Andreas in Brindisi mit zweien seiner Mönche, eine Anzahl von nicht namentlich genannten „Pilgern“ (wohl Soldaten aus Bohemunds Armee). Von Alexios’ Seite aus wurde der Vertrag vom Sebastos Marinus, Roger, dem Sohn Dagoberts, Peter Aliphas, Wilhelm von Gent, Richard vom Prinzipat (der Vater von Roger von Salerno), Geoffrey von Mailli, Hubert, dem Sohn Raouls, Paul dem Römer, den Gesandten Peres und Simon aus Ungarn, sowie den Gesandten Basilios der Eunuch und Konstantin bezeugt. Interessanterweise sind viele von Alexios’ Zeugen selbst Westeuropäer, darüber hinaus waren Basilios und Konstantin Gesandte im Dienst von Bohemunds sizilianischen Verwandten.
Es ist keine Kopie des Vertrages erhalten geblieben. Es ist unbekannt, ob er auf Latein, Griechisch oder in beiden Sprachen geschrieben war. Letzteres ist angesichts der Zusammensetzung der Zeugen am wahrscheinlichsten.

## Ergebnis
Bohemund kehrte nach Sizilien zurück, wo er 1111 starb, bevor er eine Gelegenheit hatte, nach Antiochia zurückzukehren – falls er es überhaupt noch wollte: immerhin könnte er das Gefühl gehabt haben, sein Prestige und seine Macht verloren zu haben. Vielleicht war er auch der Ansicht, dass man seinen Neffen Tankred zur Annahme des Vertrages nur mit Waffengewalt zwingen könnte; in seiner Abwesenheit lehnte Tankred die Abmachung tatsächlich ab: seiner Meinung nach war der Besitz Antiochias durch die Eroberung übergegangen. Er sah keinen Grund, es an irgendjemand anders abzugeben, der nichts mit dem Kreuzzug zu tun hatte, und arbeitete auch aktiv dagegen (wie die Kreuzfahrer glaubten). Die Kreuzfahrer scheinen der Ansicht gewesen zu sein zu haben, Alexios habe Bohemund betrogen, als er ihm Antiochia gab, schon vorher hielten sie Alexios für hinterhältig und unzuverlässig, und der Vertrag wird ihre Ansicht bekräftigt haben. Der Vertrag machte Tankred zum illegalen Inhaber Antiochias, und Alexios hatte von Bohemund erwartet, dass er ihn absetze oder sonst wie unter Kontrolle bringe. Tankred erlaubte auch keinem griechischen Patriarchen in die Stadt zu kommen – diese wurden jetzt in Konstantinopel ernannt und residierten auch dort.
Die Frage des Status Antiochias und der benachbarten kilikischen Städte beunruhigte das Kaiserreich noch viele Jahre. Der Vertrag von Devoll scheint nach Bohemunds Tod als inhaltsleer angesehen worden zu sein, doch Alexios’ Sohn Johannes versuchte dennoch, seine Herrschaft über Antiochia aufzurichten, als er 1137 nach Antiochia reiste, um einen neuen Vertrag auszuhandeln. 1138 wurde ein Aufruhr gegen ihn inszeniert, der ihn zum Verlassen der Stadt zwang. Es dauerte bis 1158, bis zu Manuel I., dass Antiochia tatsächlich byzantinischer Vasall wurde, nachdem Manuel Rainald von Chatillon den Lehnseid abgezwungen hatte als Strafe für dessen Angriff auf Zypern. Der griechische Patriarch wurde wieder eingesetzt und regierte neben dem lateinischen Patriarchen. Antiochia, geschwächt durch die machtlosen Regenten nach Rainalds Gefangennahme durch die Muslime 1160, blieb Vasallenstaat bis 1182, als interne Streitigkeiten nach Manuels Tod 1180 das Kaiserreich daran hinderten, seinen Anspruch durchzusetzen.